# Querobamba
Querobamba (del quechua: qiru «madera» y pampa «llanura») es la capital del distrito homónimo y provincia de Sucre, ubicada en el departamento de Ayacucho, Perú. 
Recibe su nombre («llanura donde abunda la madera») debido a la abundancia de vegetación de la región, ubicada en el valle del río Icaita.

## Población
Según el censo de 2005, cuenta con 1.801 habitantes.

## Historia
El pueblo de Querobamba fue declarado patrimonio histórico del Perú el 26 de junio de 1987 mediante el R.J.N° 303-87-ED. Así como la zona de influencia paisajista de Querobamba el 1 de septiembre de 1988 mediante el R.J.N° 509-88-INC/J.

## Clima
| Parámetros climáticos promedio de Querobamba | Parámetros climáticos promedio de Querobamba | Parámetros climáticos promedio de Querobamba | Parámetros climáticos promedio de Querobamba | Parámetros climáticos promedio de Querobamba | Parámetros climáticos promedio de Querobamba | Parámetros climáticos promedio de Querobamba | Parámetros climáticos promedio de Querobamba | Parámetros climáticos promedio de Querobamba | Parámetros climáticos promedio de Querobamba | Parámetros climáticos promedio de Querobamba | Parámetros climáticos promedio de Querobamba | Parámetros climáticos promedio de Querobamba | Parámetros climáticos promedio de Querobamba |
| Mes                                          | Ene.                                         | Feb.                                         | Mar.                                         | Abr.                                         | May.                                         | Jun.                                         | Jul.                                         | Ago.                                         | Sep.                                         | Oct.                                         | Nov.                                         | Dic.                                         | Anual                                        |
| -------------------------------------------- | -------------------------------------------- | -------------------------------------------- | -------------------------------------------- | -------------------------------------------- | -------------------------------------------- | -------------------------------------------- | -------------------------------------------- | -------------------------------------------- | -------------------------------------------- | -------------------------------------------- | -------------------------------------------- | -------------------------------------------- | -------------------------------------------- |
| Temp. máx. media (°C)                        | 17.3                                         | 17                                           | 16.9                                         | 17.6                                         | 17.7                                         | 17.2                                         | 17                                           | 18                                           | 18.3                                         | 19.3                                         | 19.4                                         | 18.2                                         | 17.8                                         |
| Temp. media (°C)                             | 10.5                                         | 10.4                                         | 10.3                                         | 10.2                                         | 9.2                                          | 8                                            | 7.7                                          | 8.5                                          | 9.6                                          | 10.5                                         | 10.7                                         | 10.6                                         | 9.7                                          |
| Temp. mín. media (°C)                        | 3.7                                          | 3.8                                          | 3.8                                          | 2.9                                          | 0.7                                          | -1.2                                         | -1.6                                         | -1                                           | 0.9                                          | 1.7                                          | 2                                            | 3                                            | 1.6                                          |
| Fuente: climate-data.org                     |                                              |                                              |                                              |                                              |                                              |                                              |                                              |                                              |                                              |                                              |                                              |                                              |                                              |